# Junonia rhadama

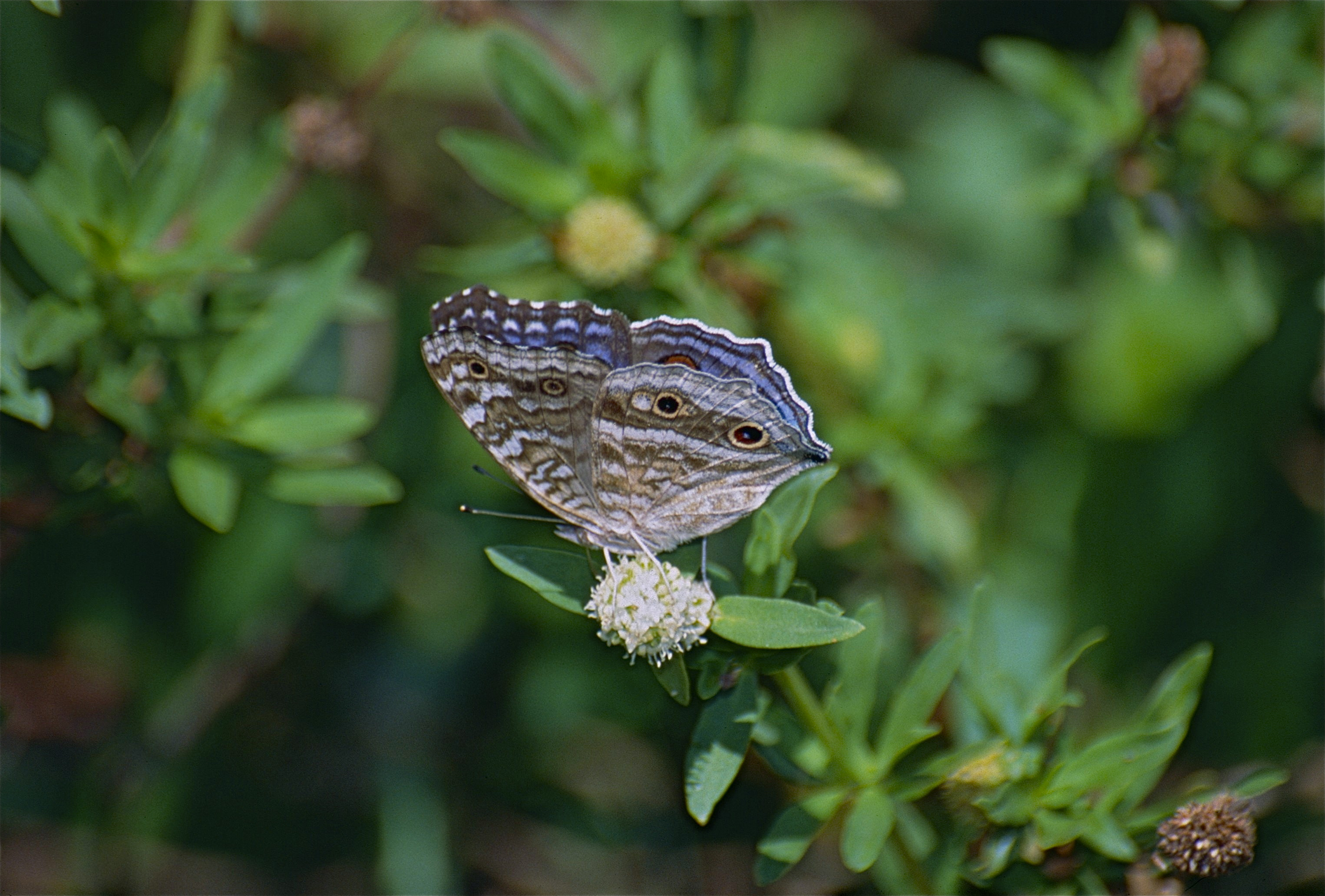
Unterseite Weibchen

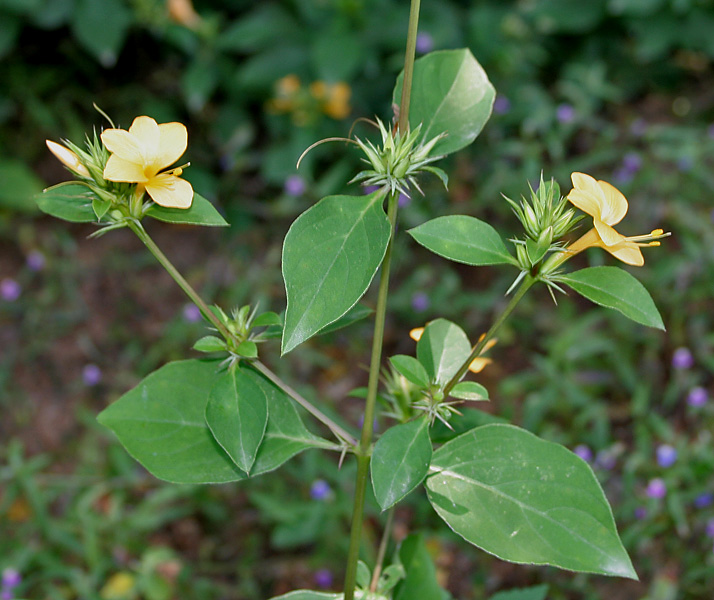
Barleria prionitis, eine Nahrungspflanze der Raupen

Junonia rhadama (Syn. Vanessa rhadama), ist ein auf den ostafrikanischen Inseln vorkommender Schmetterling (Tagfalter) aus der Familie der Edelfalter (Nymphalidae).

## Beschreibung

### Falter
Die Flügelspannweite der Falter beträgt ca. 50 Millimeter. Es liegt ein geringer Sexualdimorphismus vor. Die Grundfarbe der Flügeloberseiten ist leuchtend blau. Auf den Vorderflügeln befindet sich ein blauschwarzes Streifenmuster. Die Hinterflügel zeigen in der Submarginalregion bei den Weibchen zwei, bei den Männchen nur einen, gelb umrandeten sowie je zur Hälfte rotbraun und schwarz gekernten Augenfleck. Die Fransen der Hinterflügel sind seidig weiß. Der Analwinkel ist spitz ausgebildet. Auf der graubraun marmorierten Flügelunterseite schimmern die Augenflecke der Vorderflügel hindurch.

### Präimaginalstadien
Die ersten Stände sind noch nicht beschrieben.

### Ähnliche Arten
Junonia rhadama ist aufgrund der markanten Zeichnung unverwechselbar.

## Verbreitung und Lebensraum
Junonia rhadama kommt  auf Madagaskar, Mauritius,  Rodrigues, Réunion, den  Seychellen sowie auf den Komoren vor. Die Art besiedelt vorzugsweise Brachland in niederen und küstennahen Bereichen.

## Lebensweise
Die Falter fliegen in mehreren Generationen das ganze Jahr hindurch, schwerpunktmäßig in den Monaten Februar, April, Juli und November. Zur Nektaraufnahme besuchen sie Blüten, beispielsweise Stachytarpheta jamacinensis. Die Raupen ernähren sich von den Blättern der zu den Akanthusgewächsen (Acanthaceae) zählenden Barleria prionitis, Barleria cristata oder Barleria lupulina.